# John Wooden
John Wooden, född 14 oktober 1910 i Hall i Indiana, död 4 juni 2010 i Los Angeles i Kalifornien, var en amerikansk baskettränare. Han vann collegemästerskapet NCAA tio gånger.